# ملعب إينونو بشيكتاش
ملعب إينونو بشيكتاش هو ملعب كرة قدم يقع في بشكطاش في مدينة إسطنبول التركية. شيّد ملعب من قبل عصمت إينونو الرئيس الثاني لجمهورية تركيا وقد تم افتتاحه رسمياً في 19 مايو 1947، ويتسع هذا الملعب ل أكثر من 41,903 مشجع.
في نهاية موسم 2013/2012 هدمه بالكامل ليتم تشييد ملعب فودافون بارك مكانه، بتكلفة تقدر حوالي 80 مليون دولار. يستضيف الفريق في هذه الفترة في جميع مبارياته على ملعب رجب طيب أردوغان بإستثناء الديربيات التي تلعب على ملعب أتاتورك الأولمبي. يذكر أن أول مُباراة لُعبت على هذا الملعب كانت بين فريقي بيشكتاش وفريق آيك السويدي.
1. 1 2  مُعرِّف مشروع في موقع "أرش إنفورم" (archINFORM): 20243. مذكور في: أرش إنفورم. الوصول: 31 يوليو 2018. لغة العمل أو لغة الاسم: الألمانية.
2. ↑  Beşiktaş Jimnastik Kulübü نسخة محفوظة 25 أكتوبر 2018 على موقع واي باك مشين.